# Візенфельден
Візенфельден (нім. Wiesenfelden) — громада в Німеччині, розташована в землі Баварія. Підпорядковується адміністративному округу Нижня Баварія. Входить до складу району Штраубінг-Боген.
Площа — 78,24 км2. Населення становить 3778 ос. (станом на 31 грудня 2020).